# Symfonie nr. 2 (Gram)
Peder Gram componeerde zijn Symfonie nr. 2 voor mezzosopraan en symfonieorkest in 1926. De symfonie heeft de muziektheoretische opzet binnen de klassieke muziek. Gram bevond zich altijd op een scheidslijn; hij experimenteerde binnen de mogelijkheden, die hij had en kreeg. De componist heeft boven de partituur aangegeven dat het werk continu achter elkaar doorgespeeld moet worden, terwijl in diezelfde partituur wel vijf afzonderlijke secties staan aangegeven en er is ook onderscheid te horen tussen de secties. Hij week van de klassieke symfonie af door hem te componeren in vijf secties, waarbij de nadruk kwam te liggen op de laatste twee delen.

## Secties
1. Entrada maestoso – andante; (4:47)
2. Recitativo (1:48)
3. Melodia (2:24)
4. Azione; allegro con brio (11:20)
5. Epilogo; adagio – allegretto – adagio – andante (7:24).

De secties op zich bevatten ook enkele eigenaardigheden. Sectie 1 dat statig begint en de negen akkoorden bevat die de symfonie haar status geven, eindigt in een vraag- en antwoordspel tussen dwarsfluit en hoorn, waarbij de hoorn op een gegeven moment het antwoord schuldig moet blijven. De zangeres komt alleen in de sectie Melodia naar voren en zingt het gedicht van Erik Stokkelbye (1882-1960) Nej se – en åben grønning. Deel 4 Azione (actie) is het belangrijkste deel en sluit af met een solo voor pauken, die wordt afgesloten met een enkele soloslag van de bekkens.
Gram verzorgde in 1926 zelf de première in Kopenhagen met als soliste Nora Elé. Hij wachtte weer dertig jaar met een volgende symfonie.

## Bron en discografie
- Uitgave Dacapo; het Symfonieorkest van Zuid Jutland o.l.v. Matthias Aeschbacher; soliste Andrea Pelligrini.